# Курбатская, Светлана Суруновна
Светла́на Суру́новна Курба́тская (род. 1 января 1937) — российский географ, доктор географических наук, профессор, заслуженный деятель науки Республики Тыва, почётный работник высшего профессионального образования Российской Федерации, директор Убсунурского международного центра биосферных исследований СО РАН.

## Биография
Окончила среднюю школу № 2 Кызыла с серебряной медалью. После окончания биолого-почвенного факультета МГУ по специальности «Агрохимия», была
направлена в Тувинскую землеустроительную экспедицию инженером-почвоведом.
В 1963—1967 годах — декан созданного биолого-химического факультета Кызылского государственного педагогического института.
Защитила кандидатскую диссертацию «Почвенный покров и биогеохимия межгорных котловин Тувы» после обучения в очной аспирантуре на кафедре «Географии почв» МГУ под научным руководством академика Г. В. Добровольского.
В 1972—1980 годах — декан факультета начального обучения Кызылского государственного педагогического института.
С 1980 года, с открытием в пединституте (ныне Тувинский государственный университет) специальности «География» работает на кафедре географии. Доктор географических наук (2003), профессор (2010), заслуженный работник Республики Тыва (2003), заслуженный деятель науки Республики Тыва (2005), председатель тувинского республиканского отделения Русского географического общества (2001—2013), почётный профессор Тувинского государственного университета (2006), почётный профессор Хунаньского института экономической географии (2000), член российско-монгольской Смешанной комиссии по управлению трансграничной биосферной территорией, директор Убсунурского международного центра биосферных исследований СО РАН с 1991 года.
В марте 2021 года Светлана Суруновна награждена Малой золотой медалью Русского географического общества «за весомый вклад в комплексное изучение природы Тувы и организацию географических экспедиций в рамках Убсунурского центра биосферных исследований».

## Научные труды
Курбатская С. С. является автором более 130 публикаций по проблемам изучения ландшафтов и экосистем.
- Kurbatskaya S. S. The Main Landscapes of Tuva and The Problems of Rational Land-Use // Cambridge University Mac Arthur Project for Environmental and Cultural Conservation in Inner Asia. Report 5. Cambridge. U.K., 1993. — P. 112—139.
- Курбатская С. С. Динамика экосистем степей и полупустынь Убсунурской котловины // Глобальный мониторинг и Убсунурская котловина: тр. IV междунар. симпоз. — М., 1996. — С. 23-26.
- Kurbatskaya S. S. Monitoring of the Uvs Nur Pitfall s Steppe Ecosystems// Biodiversity and Dynamics of Ecosystems in North-Eurasia: Сб. тр. междунар. конф. V. 5. Part 3: of North-eastern Asia (Novosibirsk. 21-26 Audust). — Novosibirsk, 2000. — Р. 47-48
- Курбатская С. С. Степные экосистемы Убсунурской котловины — природной биосферной лаборатории. Метод функциональной экологии. — Кызыл: РИО ТувГУ, 2001. — 104 с.
- Курбатская С. С. Функциональная количественная классификация травяных экосистем // Экосистемы внутренней Азии: Вопросы исследования и охраны: сб. науч. тр. — М., 2007. — С. 171—178.
- Курбатская С. С. Разработка научно обоснованной стратегии адаптации сельского хозяйства Республики Тыва к изменению климата. — Красноярск, 2011. — 66 с.

## Семья
Муж Курбатский Г. Н. (род. 1936) — учёный-историк, фольклорист, профессор, Заслуженный работник образования Республики Тыва.